# Mairangi Bay

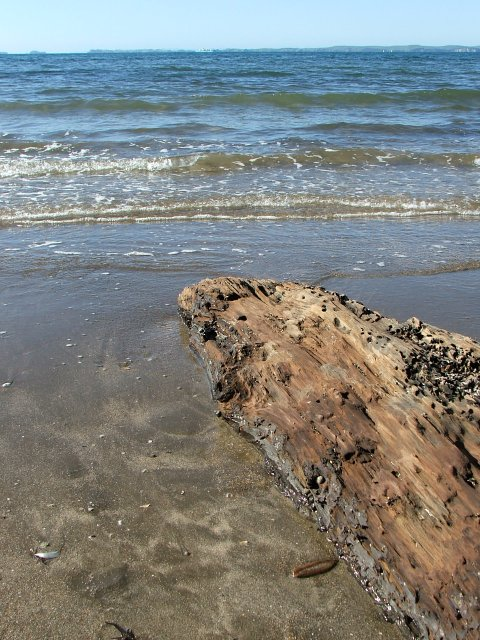
un tronc d’arbre surla plage de Mairangi Bay

Mairangi Bay est une banlieue côtière de la ville de North Shore, Auckland, localisée dans l’île du Nord de la Nouvelle-Zélande.

## Situation
Elle est localisée sur une péninsule faisant face au sud-est de la partie nord du mouillage de Waitemata Harbour.

## Gouvernance
Mairangi Bay était sous la gouvernance locale du Conseil de la cité de North Shore jusqu’à ce qu’elle soit incluse dans l’autorité du conseil d’Auckland en 2010.

## Population
La population était de 5 346 habitants lors du recensement de 2013 en Nouvelle-Zélande avec une augmentation de 69 résidents par rapport à celui de 2006.

## Installations
La plage elle-même est située le long des baies adjacentes de Murrays Bay et  Campbells Bay, et est l’objet de projets d’importants travaux civils en place depuis 2004 pour améliorer la gestion des eaux au cours des tempêtes

## Éducation
- L’école de « Mairangi Bay School » et celle de « St John's School » sont des écoles mixtes, contribuant au primaire, (allant des années 1 à 6), avec un taux de décile de 10 et un effectif respectivement de 403 élèves [3] et de 315 élèves[4].

Mairangi Bay School fut fondé en 1967.
- « St John's school» est une école catholique, intégrée au public, qui fut fondée en 1961 [6].

Collège de Rangitoto (en) est une importante école secondaire située dans Windsor Park, à l’ouest de Mairangi Bay.